# 超雏量级
超雏量级（英語：super bantamweight），或称为初羽量级（junior featherweight），是职业拳击的重量级别之一。
超雏量级的划分标准为118磅（54公斤）至122磅（55公斤）。1920年代，一部分人曾试图引入这一级别，但未被广泛接受。1970年代，该级别开始逐渐获得承认。1976年，Rigoberto Riasco获得世界拳击理事会（WBC）超雏量级拳王头衔，成为该级别的首位世界拳王。此后，世界拳击协会（WBA）、国际拳击联合会（IBF）、世界拳击组织（WBO）先后于1977年、1983年、1989年承认了这一级别。

## 现任超雏量级世界拳王
| 组织        | 日期           | 拳王       | 战绩        | 卫冕次数 |
| ----------- | -------------- | ---------- | ----------- | -------- |
| WBA（超级） | 2023年12月26日 | 🇯🇵井上尚彌 | 29-0 (26KO) | 3        |
| WBC         | 2023年7月25日  | 🇯🇵井上尚彌 | 29-0 (26KO) | 4        |
| IBF         | 2023年12月26日 | 🇯🇵井上尚彌 | 29-0 (26KO) | 3        |
| WBO         | 2023年7月25日  | 🇯🇵井上尚彌 | 29-0 (26KO) | 4        |